# Yukarıkumlu, Çaykara
Yukarıkumlu là một xã thuộc huyện Çaykara, tỉnh Trabzon, Thổ Nhĩ Kỳ. Dân số thời điểm năm 2011 là 66 người.